# Campeonato Uruguayo de Primera División 1943
El Campeonato Uruguayo 1943 fue el 40° torneo de Primera División del fútbol uruguayo, correspondiente al año 1943.
El torneo consistió en un campeonato a dos ruedas todos contra todos, coronando campeón al equipo que logrará más puntos, mientras que el peor equipo descendería a la Segunda División.
En la penúltima fecha del torneo se enfrentaban Nacional y Peñarol, clásicos rivales. Con un empate o una victoria Nacional ganaba el campeonato y con ello su quinta conquista consecutiva. El partido, disputado el 21 de noviembre de 1943 en el Estadio Centenario, finalizó con un 3-1 a favor del Club Nacional de Football.
Con esta victoria Nacional no solo lograba el Quinquenio, hecho inédito hasta esa época, sino que alcanzaba la friolera de 10 victorias clásicas consecutivas por el Campeonato Uruguayo.
En la parte baja de la tabla Rampla Juniors ocupó la última posición, por lo que debió descender a la Segunda División.

## Participantes

### Ascensos y descensos
| Equipo  | Ascendido como                      |
| ------- | ----------------------------------- |
| Miramar | Campeón de la Segunda División 1942 |

| Equipo      | Descendido como           |
| ----------- | ------------------------- |
| River Plate | 10° Primera División 1942 |

## Campeonato

### Tabla de posiciones
| Pos. | Equipo               | PJ | PG | PE | PP | GF | GC | Dif. | Pts. |
| ---- | -------------------- | -- | -- | -- | -- | -- | -- | ---- | ---- |
| 1º   | Nacional             | 18 | 15 | 2  | 1  | 57 | 23 | +34  | 32   |
| 2.º  | Peñarol              | 18 | 12 | 3  | 3  | 61 | 22 | +39  | 27   |
| 3.º  | Miramar              | 18 | 8  | 1  | 9  | 29 | 45 | -16  | 17   |
| 4.º  | Defensor             | 18 | 6  | 4  | 8  | 27 | 32 | -5   | 16   |
| 5.º  | Montevideo Wanderers | 18 | 6  | 4  | 8  | 28 | 35 | -7   | 16   |
| 6.º  | Liverpool            | 18 | 6  | 3  | 9  | 28 | 36 | -8   | 15   |
| 7.º  | Central              | 18 | 6  | 3  | 9  | 30 | 41 | -11  | 15   |
| 8.º  | Racing               | 18 | 6  | 3  | 9  | 28 | 46 | -18  | 15   |
| 9.º  | Sud América          | 18 | 5  | 4  | 9  | 27 | 33 | -6   | 14   |
| 10.º | Rampla Juniors       | 18 | 5  | 3  | 10 | 28 | 30 | -2   | 13   |

|  | Campeón Uruguayo.             |
|  | Desciende a Segunda División. |

|                                             |
| Uruguay                                     |
| Campeón Uruguayo 1943 Nacional 18.vo título |

### Fixture
| Nacional             | 4-1 | Central     |
| Peñarol              | 3-0 | Sud América |
| Rampla Juniors       | 2-0 | Liverpool   |
| Miramar              | 3-1 | Racing      |
| Montevideo Wanderers | 3-2 | Defensor    |

| Peñarol              | 2-1 | Liverpool      |
| Nacional             | 2-0 | Defensor       |
| Montevideo Wanderers | 3-2 | Rampla Juniors |
| Miramar              | 1-0 | Central        |
| Racing               | 1-0 | Sud América    |

| Nacional       | 7-0 | Miramar              |
| Peñarol        | 6-1 | Defensor             |
| Central        | 4-3 | Montevideo Wanderers |
| Liverpool      | 2-0 | Sud América          |
| Rampla Juniors | 4-0 | Racing               |

| Peñarol              | 3-1 | Central     |
| Liverpool            | 4-2 | Miramar     |
| Defensor             | 3-2 | Sud América |
| Montevideo Wanderers | 1-1 | Racing      |
| Rampla Juniors       | 4-1 | Nacional    |

| Montevideo Wanderers | 1-1 | Nacional       |
| Peñarol              | 3-1 | Miramar        |
| Sud América          | 3-0 | Rampla Juniors |
| Central              | 1-1 | Defensor       |
| Liverpool            | 5-2 | Racing         |

| Peñarol              | 2-2 | Rampla Juniors |
| Sud América          | 4-3 | Central        |
| Montevideo Wanderers | 3-1 | Liverpool      |
| Nacional             | 3-0 | Racing         |
| Miramar              | 2-0 | Defensor       |

| Nacional             | 3-2 | Liverpool      |
| Montevideo Wanderers | 2-2 | Peñarol        |
| Central              | 5-1 | Rampla Juniors |
| Sud América          | 2-1 | Miramar        |
| Defensor             | 5-0 | Racing         |

| Montevideo Wanderers | 1-0 | Sud América    |
| Miramar              | 2-1 | Rampla Juniors |
| Racing               | 3-0 | Central        |
| Liverpool            | 3-1 | Defensor       |
| Nacional             | 2-1 | Peñarol        |

| Nacional | 4-2 | Sud América          |
| Central  | 2-1 | Liverpool            |
| Racing   | 3-2 | Peñarol              |
| Miramar  | 1-0 | Montevideo Wanderers |
| Defensor | 1-0 | Rampla Juniors       |

| Nacional       | 2-1 | Central              |
| Peñarol        | 2-2 | Sud América          |
| Rampla Juniors | 2-2 | Liverpool            |
| Miramar        | 3-1 | Racing               |
| Defensor       | 1-0 | Montevideo Wanderers |

| Peñarol              | 7-0 | Liverpool      |
| Nacional             | 2-2 | Defensor       |
| Montevideo Wanderers | 2-1 | Rampla Juniors |
| Central              | 6-4 | Miramar        |
| Racing               | 1-1 | Sud América    |

| Nacional  | 6-1 | Miramar              |
| Peñarol   | 5-1 | Defensor             |
| Central   | 2-1 | Montevideo Wanderers |
| Liverpool | 2-1 | Sud América          |
| Racing    | 2-1 | Rampla Juniors       |

| Peñarol     | 5-0 | Central              |
| Miramar     | 2-1 | Liverpool            |
| Sud América | 1-0 | Defensor             |
| Racing      | 6-2 | Montevideo Wanderers |
| Nacional    | 2-1 | Rampla Juniors       |

| Nacional    | 3-2 | Montevideo Wanderers |
| Peñarol     | 4-1 | Miramar              |
| Sud América | 0-0 | Rampla Juniors       |
| Defensor    | 5-1 | Central              |
| Racing      | 3-1 | Liverpool            |

| Peñarol     | 3-1 | Rampla Juniors       |
| Sud América | 1-1 | Central              |
| Liverpool   | 1-0 | Montevideo Wanderers |
| Nacional    | 5-0 | Racing               |
| Miramar     | 1-0 | Defensor             |

| Nacional       | 3-1 | Liverpool            |
| Peñarol        | 4-0 | Montevideo Wanderers |
| Rampla Juniors | 1-0 | Central              |
| Sud América    | 3-2 | Miramar              |
| Defensor       | 2-2 | Racing               |

| Montevideo Wanderers | 3-2 | Sud América |
| Rampla Juniors       | 5-1 | Miramar     |
| Central              | 2-1 | Racing      |
| Liverpool            | 1-1 | Defensor    |
| Nacional             | 3-1 | Peñarol     |

| Nacional | 4-3 | Sud América          |
| Central  | 0-0 | Liverpool            |
| Peñarol  | 6-1 | Racing               |
| Miramar  | 1-1 | Montevideo Wanderers |
| Defensor | 1-0 | Rampla Juniors       |